# 韓国言論財団
韓国言論財団（かんこくげんろんざいだん）は、 韓国の財団法人。新聞、放送、通信、インターネットなど、各種メディアのバランスのとれた発展を企図し、ジャーナリズムの質的向上を通じて民主的な世論形成を図り、メディアを受容する人々の権益を増進させ、人々の主権確立に寄与するため、1999年に設立された。2009年、大韓民国の新聞等の振興に関する法律第29条によって解散し、新たに韓国言論振興財団が生まれた。